# Sampler

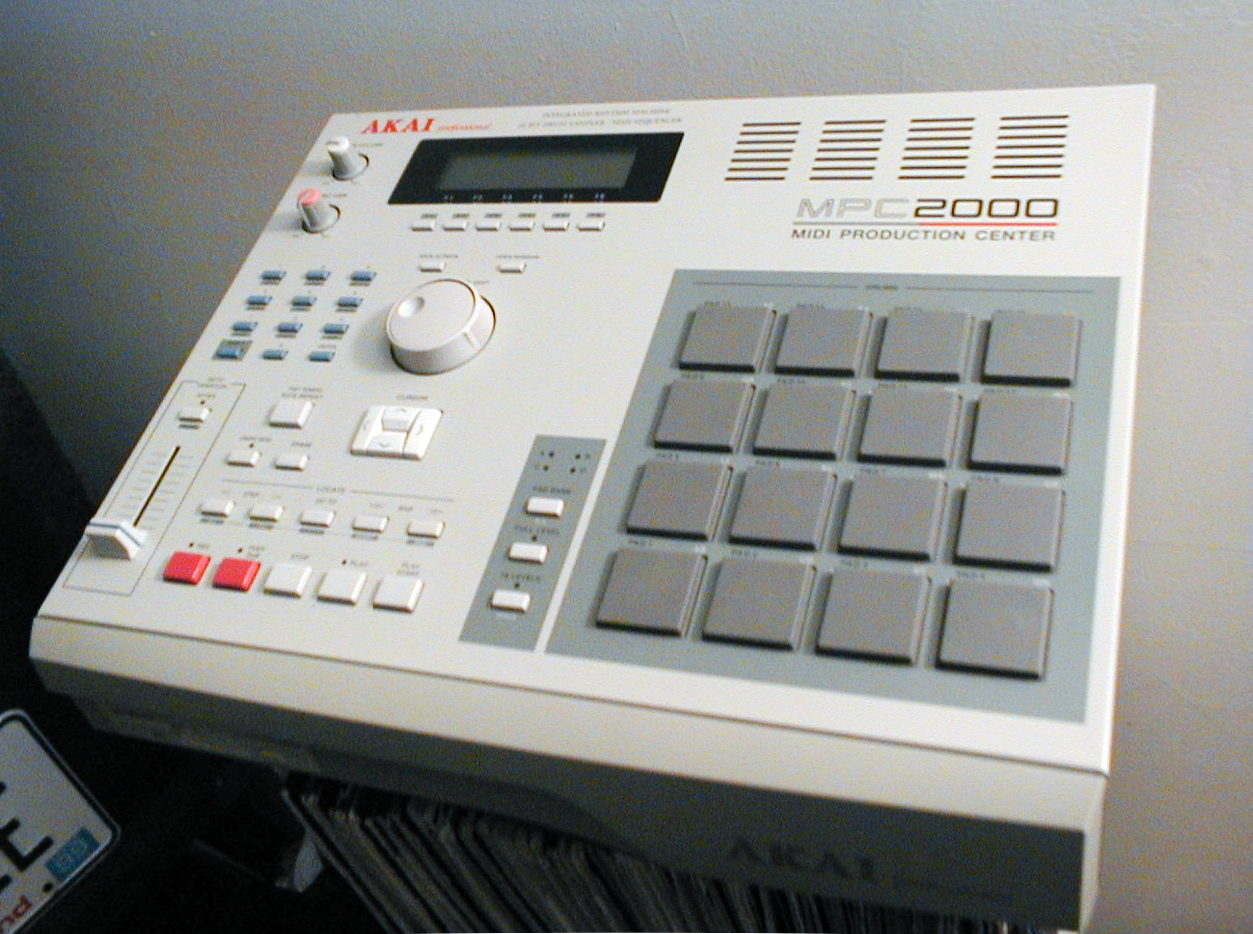
En Akai MPC2000-samplingssequencer från 1997.

Sampler, ibland ljudsampler, är en apparat (hårdvara) eller mjukvara för digital ljudinspelning som används företrädesvis inom musik och ljudbearbetning. Samplern har sitt ursprung i den elektromekaniska mellotronen vilket i sin tur är en musikalisk adaption av en bandspelare.

## Funktion
Samplern fungerar så att användaren spelar in ett stycke ljud eller använder sig av ett förinspelat ljud; samplern kan sedan spela upp ljudet i olika tonhöjder, vilket möjliggör spelande av melodier. Normalt kan även samplern lagra flera ljud för varje patch så att olika samplingar täcker olika områden över tonregistret, men även så att olika samplingar spelas upp vid olika hårda anslag.

## Samplingssystem
De första digitala samplingssystemen gjordes av företag som Fairlight, PPG och New England Digital. Vanliga fabrikat av hårdvarubaserade samplers är till exempel Akai, E-MU, Kurzweil, Roland och Ensoniq.
Den hårdvarubaserade samplern är idag i det närmaste utdöd. Sampling som teknik används i musikskapandet i mycket stor utsträckning, men hårdvarusamplern är idag istället ersatt med mjukvarusamplern, ofta pluginner till sequencerprogram som Reaper, FL Studio, ProTools, Cubase, Ableton och Logic.
Exempel på mjukvarubaserade samplers som fungerar som pluginner men även fristående applikationer är: Native Instruments Kontakt, Steinberg  Halion, UVI Falcon, IK Multimedia Sampletank, MOTU MachFive 3, Ableton Sampler, Propellerhead Software NN-XT, Apple EXS24 mkII. Urvalet av tillgängliga externa, ifrån tredje part, bibliotek spelar också en roll hur användbar mjukvaran är idag. 
Många av dessa mjukvarubaserade samplers använder utöver samplingarna också ett skriptat programmeringsspråk som gör det möjligt att skapa realistiska övergångar mm
Mjukvaror som speciellt är inriktade på att simulera olika instrument har också samplingsteknik bakom sig till exempel Toontrack Superiour Drummer, FXansion BFD3, Hauptwerk (Orgel).

## Loop-pedaler
Ett nyligt tillskott bland samplers är loop-pedalen - en digital sampler utformad som en effektpedal, av den typ gitarrister ofta använder för att påverka och styra ljudet från en elektrisk gitarr. Med loop-pedalen kan en musiker först spela in en melodislinga eller ett ackompanjemang med sitt instrument, och medan samplern sömlöst repeterar detta samtidigt spela något annat på instrumentet - i praktiken spela duett med sig själv. Det blir då enkelt för en ensam musiker att skapa flera lager av melodi och komp. Den svenska musikern Theresa Andersson har fått stor uppmärksamhet för att använda denna teknik vid sina soloframträdanden.